# Evez Muhammad
Evez Muhammad († 1804) war von 1790 bis 1804 der „Inak“ (d. h. praktisch Premierminister) für den Khan des Khanats Chiwa. Während seiner Regierungszeit wurde in der Stadt Chiwa die Dschuma-Moschee (Freitagsmoschee) grundlegend erneuert und das zugehörige Minarett der Dschuma-Moschee gebaut.